# Lester Burton Ponce
Lester Burton Ponce (Fecha de nacimiento 1 de diciembre de 1964 en Bocas del Toro Panamá) periodista productor de documentales de televisión y corresponsal de guerra en Medio Oriente. Es presentador de noticias de televisión del Canal 32  de la ciudad de Barcelona en España desde el año 2006 hasta febrero de 2009. En la actualidad trabaja en la producción de cortos y documentales para televisoras temáticas de Europa. En septiembre de 2009 asume el cargo como presidente director de El Periódico Latino en Barcelona, España. En 2010 asume la presidencia de Latina TV España un canal de televisión propiedad de la Asociación Latina de Radio y Televisión de España.

## Biografía
Cursa estudios de periodismo en el Instituto Costarricense de Enseñanza Radiofónica , en la Universidad de Costa Rica en 1986 y en la Universidad de Florida EE. UU. en 1992. Inicia sus labores en Radio Popular en Costa Rica, posteriormente entra Radio Costa Rica en 1985 en donde trabajó hasta 1988 cuando fue contratado como locutor de noticias de KW Radio de Costa Rica hasta 1990. 
Trabajó por muchos años como reportero de los periódicos Diario Extra de Costa Rica, Diario El Siglo  , Mi Diario de Panamá y en  La Estrella de Panamá . Fundó el periódico Sucesos del Mundo en su país. Ha laborado en varios medios radiofónicos en Panamá y Costa Rica, además fue corresponsal de prensa en Nueva York y América del Sur en donde realiza coberturas de todo tipo, lo que despierta su interés por crear medios más humanos y de gran profundidad noticiosa. Como locutor de radio ha sido una de las voces de noticias más reconocidas en emisoras de gran prestigio como Radio KW Continente (Panamá),Radio Costa Rica y Radio Caracol de Colombia. 
Desde el año 2006 reside en Barcelona a donde llegó asignado como corresponsal de prensa desde Panamá. A su llegada trabajó en el departamento de noticias de Radio Barcelona Latina y en otros medios catalanes. Trabaja en la fundación de El Periódico Latino junto a otros grandes periodistas latinos que compartían su sueño de crear una prensa latina, independiente y sólida. 
Desde 2008 inicia una serie de producción de documentales sobre el Medio Oriente que lo llevan a pasar gran parte de su tiempo en Estambul, Turquía, Palestina, Tel Aviv, Israel y El Cairo, Egipto. Estas coberturas despiertan su pasión por el Mundo Árabe. 
En 2010 mientras se encontraba en Medio Oriente fue sorprendido por el estallido de la Primavera Árabe, esto lo obligó a trabajar en una serie de reportajes sobre los enfrentamientos en las naciones involucradas en este conflicto social. También en 2010 fue designado jurado en los Premios Internacionales de Periodismo Rey de España y Premios Don Quijote de Periodismo. Es presidente del Centro de Divulgación Contra el Cáncer y colabora con otras ONG.